# Пономарёв, Юрий Иванович
Юрий Иванович Пономарёв (10 июля 1946, Петрозаводск — 29 октября 2020, Петрозаводск	) — советский, российский хозяйственный и политический деятель, член Совета Федерации Федерального Собрания РФ (2001—2002), Заслуженный работник народного хозяйства Республики Карелия (2001).

## Биография
После окончания Петрозаводского лесотехнического техникума работал на леспромкомбинате МО СССР в Лоухском районе Карельской АССР, затем технологом на Онежском тракторном заводе в Петрозаводске.
В 1971 году окончил Московский автомеханический институт по специальности «инженер-механик». Работал заместителем начальника отдела, секретарём комитета ВЛКСМ на Онежском тракторном заводе.
В 1979 году окончил Ленинградскую высшую партийную школу, работал инструктором в промышленно-транспортном отделе Карельского обкома КПСС, вторым секретарем Октябрьского райкома КПСС Петрозаводска.
В 1982—1983 годах работал советником Посольства СССР в Демократической Республике Афганистан.
В 1983—1988 годах — первый секретарь Ленинского райкома КПСС в Петрозаводске.
В 1990-е годы — на государственной и хозяйственной работе в Республике Карелия. В 1995 году окончил экономический факультет Петрозаводского университета.
Избирался депутатом Законодательного собрания Республики Карелия II и III созывов (1999—2006 годы). В 2003—2004 годах — заместитель Премьер-министра Правительства Республики Карелия.
Президент карельского Союза промышленников и предпринимателей (работодателей), доцент Петрозаводского филиала Северо-Западной академии госслужбы.
Пономарёв умер в госпитале ветеранов в Петрозаводске, куда был помещён после заражения коронавирусом.

## Награды
- Орден Почёта (17 февраля 2012) — за достигнутые трудовые успехи и многолетнюю добросовестную работу[3]

## Сочинения
- Человеческий фактор: экономика Карелии на рубеже веков. — Петрозаводск, 2008. — 224 с.